# Dulal Dutta
Dulal Dutta (bengalisch: দুলাল দত্ত, Dulāl Datta; * 1925 in Chandannagar, Bengalen; † 17. August 2010 in Kolkata, Westbengalen) war ein indischer Filmeditor.

## Karriere
Dutta begann als Schnittassistent in Bombay. Ab 1955 übernahm er selbst die Schnittleitung. Er betreute den Filmschnitt aller Filme von Satyajit Ray und arbeitete eng mit ihm in diesem Prozess zusammen. Sein Stil wird für seinen „natürlichen Rhythmus“ gelobt. Dutta arbeitete auch für andere Regisseure wie Haridas Bhattacharya, Tarun Majumdar und Sandip Ray und schnitt gemeinsam mit Satyajit Ray James Ivorys Film The Householder (1963) um, nachdem Ivory mit der Erstfassung nicht zufrieden war. Dutta lebte innerhalb der Kolkataer Filmwelt ein zurückgezogenes Leben und trat nur selten öffentlich in Erscheinung. Er starb an einem Schlaganfall (Hirnblutung).

## Filmografie
- 1955: Debatra
- 1955: Pather Panchali
- 1956: Aparajito
- 1956: Asha
- 1957: Andhare Alo
- 1957: Parash Pathar
- 1958: Jalsaghar
- 1959: Apur Sansar
- 1960: Devi
- 1961: Rabindranath Tagore (Dokumentarfilm)
- 1961: Teen Kanya
- 1962: Kanchenjungha
- 1962: Abhijan
- 1963: Mahanagar
- 1964: Charulata
- 1964: Two
- 1965: Kapurush
- 1965: Mahapurush
- 1966: Nayak
- 1967: Balika Badhu
- 1967: Chiriakhana
- 1968: Charan Kavi Mukundadas
- 1969: Goopy Gyne Bagha Byne
- 1970: Aranyer Din Ratri
- 1970: Pratidwandi
- 1971: Seemabaddha
- 1971: Sikkim (Dokumentarfilm)
- 1972: The Inner Eye (Dokumentarfilm)
- 1973: Ferner Donner (Ashani Sanket)
- 1974: Sonar Kella
- 1975: Jana Aranya
- 1976: Bala (Dokumentarfilm)
- 1977: Shatranj Ke Khilari
- 1978: Joi Baba Felunath
- 1979: Hirak Rajar Deshe
- 1980: Pikoo
- 1981: Sadgati
- 1984: Das Heim und die Welt
- 1987: Sukumar Ray
- 1989: Ganashatru
- 1990: Shakha Proshakha
- 1991: Agantuk
- 1991: Goopy Bagha Phire Elo
- 1994: Uttoran
- 1995: Target